# Beule (Oberreute)
Beule (westallgäuerisch: Beilə) ist ein Gemeindeteil der Gemeinde Oberreute im bayerisch-schwäbischen Landkreis Lindau (Bodensee).

## Geographie
Der Weiler liegt circa 0,5 Kilometer nordöstlich des Hauptorts Oberreute und zählt zur Region Westallgäu. Südlich von Beule verläuft die Queralpenstraße B 308.

## Ortsname
Der Ortsname bezieht sich auf den Personennamen Bollīn und bedeutet (Ansiedlung) des Bollīn. Historische Schreibweisen des Ortes sind: Bollins, Bella, Böla, Böhlen und Beulen.

## Geschichte
Beule wurde erstmals um das Jahr 1300 mit in Bollins curie urkundlich erwähnt. 1771 fand die Vereinödung in Beule mit acht Teilnehmern statt. 1782 wurde ein Gut im Besitz des Deutschritterordens in Ellhofen erwähnt. 1818 wurden acht Wohngebäude im Ort gezählt. Der Ort gehörte einst dem Gericht Simmerberg in der Herrschaft Bregenz an.

## Kultur
Im Jahr 2024 wurde die Kapelle Sinnraum bei Beule errichtet.